# 성덕댐로
성덕댐로(Seongdeokdaem-ro)는 대한민국의 경상북도 청송군 현서면 월정교차로에서 시작하여, 안덕면 명당리를 거쳐 연결하는 도로이다.

## 노선 경로
| 월정교차로                 | 청송로              | 청송 방향 영천 방향              |
| 사촌교                     |                     |                                  |
| 갈천교                     |                     |                                  |
| 감천교                     |                     |                                  |
| 수락교                     |                     |                                  |
| 하당교                     |                     |                                  |
| 수락1교                    |                     |                                  |
| 하당1교                    |                     |                                  |
| 안덕면 ↓ (북쪽)            |                     |                                  |
| 현서면 ↑ (남쪽, 남동쪽)    |                     |                                  |
| 성재교                     |                     | 보현천                           |
| 삼거리 명칭 미상           | 고모길              | 한국수자원공사 성덕댐건설단 방향 |
| 사거리 명칭 미상           | 68 청송로 68 청송로 | 안덕 방향 포항 방향              |
| 명당1길와 직결 (안덕 방향) |                     |                                  |

## 같이 보기
- 안현로 (청송군)